# Stazione di Verscio
La stazione di Verscio delle Ferrovie Autolinee Regionali Ticinesi (FART) è una stazione ferroviaria della ferrovia Locarno-Domodossola ("Centovallina").

## Strutture e impianti
La stazione dispone di un binario di raddoppio e di un binario tronco. Nel 2001 sono stati intrapresi lavori per l'installazione di un «nuovo impianto di sicurezza chiamato blocco ferroviario» in occasione dei quali si è provveduto all'allungamento in direzione Cavigliano del binario d'incrocio e alla sostituzione dei deviatoi a ritorno automatico con altri ad azionamento elettrico.

## Movimento
La stazione è servita, in regime di fermata a richiesta, dai treni regionali (linea Locarno-Intragna/Camedo e viceversa) e diretti (linea Locarno-Domodossola e viceversa) delle FART.

## Servizi
Le banchine sono collegate da attraversamenti a raso.
- Biglietteria automatica della Comunità tariffale Ticino e Moesano